# کریزی تاون
کریزی تاون (انگلیسی: Crazy Town) نام گروه موسیقی رپ آمریکایی است که در سال ۱۹۹۵ توسط برت مازور و ست بینزر در لس‌آنجلس شکل گرفت.